# ルロイ・アンダーソン
ルロイ（リロイ）・アンダーソン（Leroy Anderson、1908年6月29日 - 1975年5月18日）は、アメリカの作曲家。軽快で諧謔性に富んだ曲調の管弦楽曲で知られる。ほとんどの作品はアーサー・フィードラーの指揮するボストン・ポップス・オーケストラによって紹介された。作曲家ジョン・ウィリアムズは「アメリカ軽音楽の巨匠」と評している。

## 生涯
スウェーデン移民の両親の許にマサチューセッツ州ケンブリッジにて生まれる。教会オルガニストを務める母親からピアノの手ほどきを受けた。父親は郵便局員であったが音楽好きで、家庭ではマンドリンやバンジョーをたしなんでいたという。
地元のハイスクールでラテン語教育を受けた後、1926年にハーバード大学に入学。楽理をウォルター・スポールディングに、対位法をエドワード・バランタインに、和声をジョルジェ・エネスクに、作曲をウォルター・ピストンに学ぶ。ニューイングランド音楽院にも通い、ヘンリー・ギデオンにピアノを、ガストン・デュフレーヌにコントラバスを師事。1929年に学士号（音楽）を、1930年には修士号（音楽）を取得して大学を修了し、2年間ラドクリフ大学で教鞭を執るかたわら、バンドマスターやダンスホールのダブルベース奏者、学生合唱団の指揮者や教会オルガニストなども務める。
1931年からハーバード大学でドイツ語とスカンジナビア諸語の講義を受講し、言語学の博士号取得を目指した。最終的に音楽家として自活することを1942年に決心するまでの間、言語学者としてノルウェー語、アイスランド語、スウェーデン語、デンマーク語、オランダ語、ドイツ語、フランス語、イタリア語、ポルトガル語の研究を続けたが、博士論文は未完のままに終わった。
1938年アンダーソンに音楽家としての転機が訪れる。ボストン交響楽団のマネージャーの求めによってハーバード大学の学生歌を編曲して提出したところ、指揮者アーサー・フィードラーの目に止まり、オーケストレーションの能力を激賞された上、自作を書くように求められる。これを機に『ジャズ・ピチカート』を作曲・発表し、聴衆の好感触を得た。続編を要請するフィードラーに応えて今度は『ジャズ・レガート』を作曲した。
1942年、米軍に入隊し、第二次世界大戦中はスカンジナビア語担当の情報将校としてペンタゴンで働く。これに先立って結婚するとともに、学業を断念した。朝鮮戦争の際にも軍属として勤務した。

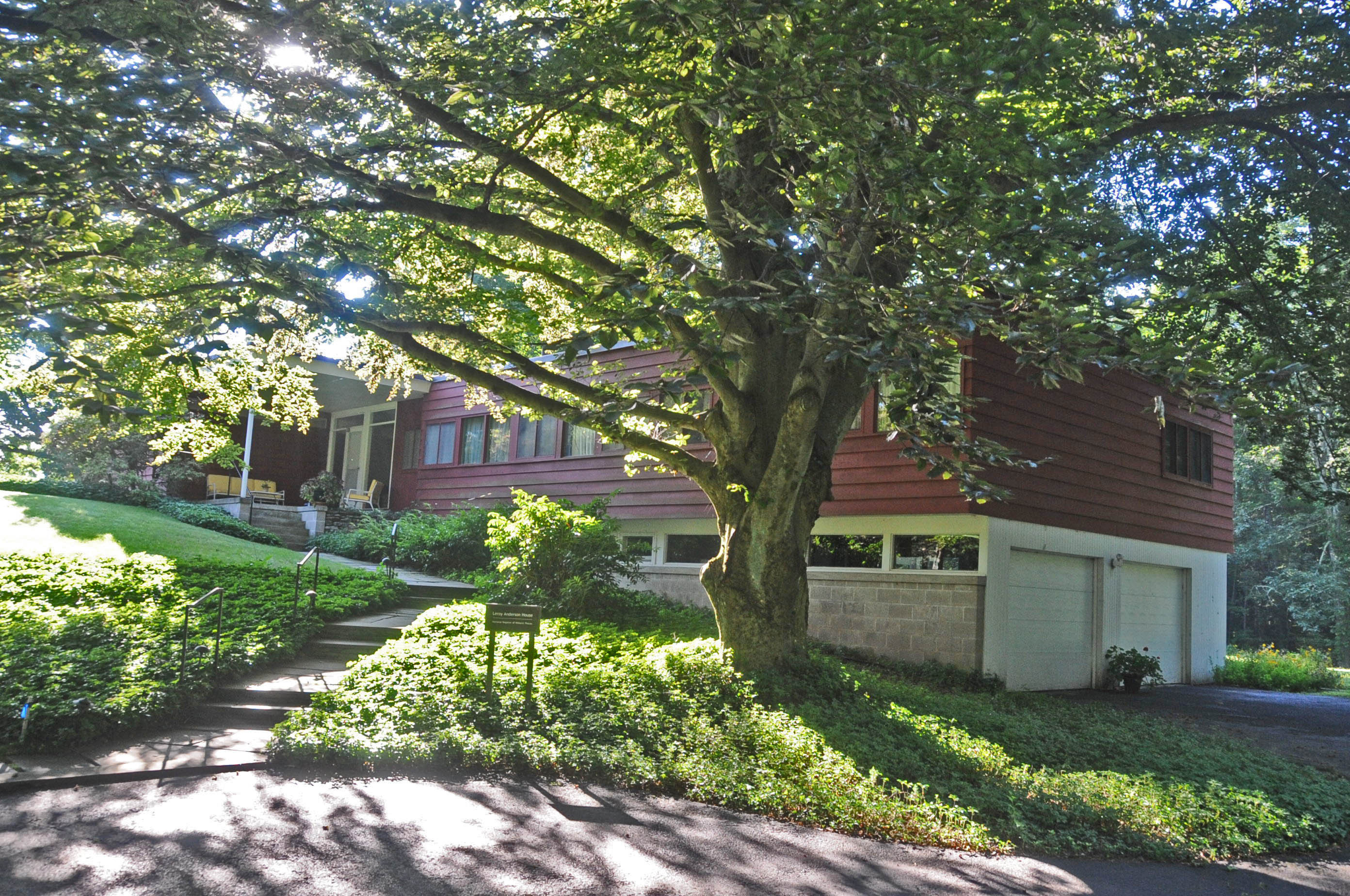
1953年に建築されたルロイ・アンダーソンハウス

1946年に除隊後、音楽活動に復帰し、最初のヒットナンバー『シンコペイテッド・クロック』を作曲する。これはゴールドディスク賞を受け、ビルボードチャートの11位まで昇った。1950年代にはスタジオ・オーケストラの指揮者として、多大な商業的成功を収める。当時アンダーソンが指揮した演奏は現在でもCDで聞くことができる。『ブルー・タンゴ』の録音は、器楽曲で初めてミリオンセラーになった。『シンコペイテッド・クロック』は1959年にWCBSにより『ザ・レイトショー』と『Jeopardy』のテーマ音楽に採用されて有名になり、1970年代に入ってミッチェル・パリッシュがこれに詩を付けてからは、その他の作品の多くに歌詞が付けて歌われるようになった。1953年の調査によると、アンダーソンはアメリカのオーケストラで最もよく演奏されるアメリカ人作曲家であったという。
1957年、メレディス・ウィルソンの『76本のトロンボーン』のオーケストレーションを担当する。これに刺激を受け翌1958年、ミュージカル『ゴールディロックス』を書いた。同作品はトニー賞を受賞したが、商業的には成功しなかった。アンダーソンは以後ミュージカルを書かず、管弦楽曲の小品の作曲を続けた。
1975年、肺癌のためコネティカット州ウッドベリーの自宅で死去。66歳没。1988年に「作曲家の殿堂」入りを果たす。アンダーソンの音楽は、今日でもポップス・オーケストラの定番レパートリーとして演奏され続けている。

## 作曲様式
学者や教師として活動を続けるかたわら、ダンス・バンドのミュージシャンとして生計を立てた経歴からもわかるように、アンダーソンは同時代の大衆音楽に明らかに影響されており、特にリズム面においてタンゴやサンバ、ラグタイム、ジャズなどの影響が明らかである。叙情的で旋律中心の作品、たとえば『そりすべり』や『トランペット吹きの子守歌』のような作品では、スコットランド系民謡の特徴であるいわゆるヨナ抜き音階かそれに似た民族音階が使われている。
民族音楽や大衆音楽との接点が表向きは見られないような「舞踏会の美女」の場合でさえも、ワルトトイフェルなどのフランスの舞踏音楽やサティなどの「エール・ド・ヴァルス」（ワルツ形式の歌謡曲）の影響は明らかで、この作品における金管楽器の華々しい活躍はスーザ以降のアメリカの吹奏楽の伝統を思い起こさせる。
ルロイ・アンダーソンには戦後における冗談音楽のパイオニアという側面も見出され、タイプライターや紙やすりのような日用品を楽器として、それもしばしば「独奏楽器」として用いている。しかしながら同時代の冗談音楽がともすればパロディに終始しがちであったのに対して、アンダーソンの作品は精緻で丹念に仕上げられ、品格を保っている。まじめに書かれた音楽と、およそそれには不似合いな道具の組み合わせとがからくりとなり、自然なウィットやペーソスが引き出されている。
また、アンダーソンが庶民的・通俗的な音楽語法を用いているために、そのユーモア感覚が誰にでも伝わりやすいという強みもある。

## オーケストラのための音楽
- Alma Mater (1954)
  1. Chapel Bells
  2. Freshman on Main Street
  3. Library Reading Room
  4. Class Reunion

- Arietta (1962)
- Balladette (1962)
- Belle of the Ball（「舞踏会の美女」） - 1951年の作品。
- Blue Tango（「ブルー・タンゴ」） - 1951年の作品。
- Bugler's Holiday（「ラッパ吹きの休日」または「トランペット吹きの休日」） - 1954年の作品。
- The Captains and the Kings (1962)
- China Doll（「チャイナ・ドール」）
- Clarinet Candy（「クラリネット・キャンディ」） - 1962年の作品。
- Concerto in C Major for Piano and Orchestra（ピアノ協奏曲ハ長調） - 1953年の作品。
- Fiddle-Faddle（「フィドル・ファドル」） - 1947年の作品。
- The First Day of Spring (1954)
- Forgotten Dreams（「忘れられし夢」または「忘れ去られた夢」） - 1954年の作品。
- The Girl in Satin (1953)
- The Golden Years (1962)
- Governor Bradford March (1948)
- Harvard Sketches (1938)
  1. Lowell House Bells
  2. Freshman in Harvard Square
  3. Widener Reading Room
  4. Class Day Confetti Battle
- Home Stretch（「ホーム・ストレッチ」）
- Horse and Buggy（「馬と馬車」）
- Jazz Legato（「ジャズ・レガート」） - (1936)
- Jazz Pizzicato（「ジャズ・ピチカート」）- 1938年
- Lullaby of the Drums (1970)
- March of the Two Left Feet (1970)
- Mother's Whistler (1940)
- The Penny Whistle Song（「ペニー・ホイッスル・ソング」）
- The Phantom Regiment (1951)
- Pirate Dance (1962)
- Plink, Plank, Plunk!（「プリンク・プレンク・プランク」または「プリンク・プランク・プルンク」） - 1951年の作品。
- Promenade (1945)
- The Pussy Foot Ballet Music (1962)
- Pyramid Dance (1962)
- Sandpaper Ballet（「紙やすりのバレエ（英語版）」） - 1954年の作品。
- Saraband (1948)
- Serenata（「セレナータ」） - 1947年の作品。
- Sleigh Ride（「そりすべり」） - 1948年の作品。
- Song of the Bells（「ベルの歌」） - 1951年の作品。
- Summer Skies (1953)
- The Syncopated Clock（「シンコペイテッド・クロック」） - 1946年の作品。
- Ticonderoga March（「タイコンデロガ行進曲」）
- A Trumpeter's Lullaby（「トランペット吹きの子守歌」） - 1949年の作品。
- The Typewriter（「タイプライター」） - 1950年の作品。
- Waltz Around the Scale (1970)
- The Waltzing Cat（「ワルツィング・キャット」または「踊る仔猫」） - 1950年の作品。

## オーケストラのための編曲作品
- Birthday Party (1970)
- Chicken Reel (1946)
- A Christmas Festival (1950)
- Classical Jukebox (1950)
- Harvard Fantasy (1936)
- A Harvard Festival (1969)
- Irish Suite（「アイルランド組曲」）(1949) - 1947年、ボストンのアイルランド協会の依頼で編曲した作品。
  1. The Irish Washerwoman (1947)
  2. The Minstrel Boy (1947)
  3. The Rakes of Mallow (1947)
  4. The Wearing of the Green (1949)
  5. The Last Rose of Summer (1947)
  6. The Girl I Left Behind Me (1949)
- Scottish Suite (1954)
  1. Bonnie Dundee (published posthumously)
  2. Turn Ye To Me
  3. The Bluebells of Scotland
  4. The Campbells are Coming
- Second Regiment Connecticut National Guard March (1973)
- Song of Jupiter (1951)
- Suite of Carols for Brass Choir (1955)
- Suite of Carols for String Orchestra (1955)
- Suite of Carols for Woodwind Ensemble (1955)
- To a Wild Rose (1970) (arranged from the song by Edward MacDowell) (published posthumously)
- Old MacDonald Had a Farm（「ゆかいな牧場」または「マクドナルドじいさん飼っている」）
- Seventy-Six Trombones（「76本のトロンボーン」）